# Years of Refusal
Years of Refusal — девятый сольный альбом Morrissey. Вышел под лейблами Decca в Великобритании и Lost Highway в США 16 февраля 2009 и 17 февраля 2009 соответственно. Моррисси описывает этот альбом как «сильнейший».

## Список композиций
| №   | Название                            | Автор(ы)               | Длительность |
| --- | ----------------------------------- | ---------------------- | ------------ |
| 1.  | «Something Is Squeezing My Skull»   | Моррисси, Алан Уайт    | 2:38         |
| 2.  | «Mama Lay Softly on the Riverbed»   | Моррисси, Уайт         | 3:53         |
| 3.  | «Black Cloud»                       | Моррисси, Боз Бурер    | 2:48         |
| 4.  | «I'm Throwing My Arms around Paris» | Моррисси, Бурер        | 2:30         |
| 5.  | «All You Need Is Me»                | Моррисси, Джесс Тобиас | 3:12         |
| 6.  | «When Last I Spoke to Carol»        | Моррисси, Уайт         | 3:23         |
| 7.  | «That's How People Grow Up»         | Моррисси, Бурер        | 2:59         |
| 8.  | «One Day Goodbye Will Be Farewell»  | Моррисси, Бурер        | 2:56         |
| 9.  | «It's not Your Birthday Anymore»    | Моррисси, Уайт         | 5:10         |
| 10. | «You Were Good in Your Time»        | Моррисси, Уайт         | 5:01         |
| 11. | «Sorry Doesn't Help»                | Моррисси, Тобиас       | 4:03         |
| 12. | «I'm OK by Myself»                  | Моррисси, Тобиас       | 4:48         |

Специальный выпуск DVD
1. «Wrestle with Russell»
2. «That’s How People Grow Up» (живое выступление в программе «В пятницу вечером с Джонатаном Россом»)
3. «All You Need Is Me» (живое выступление в шоу «Позже... с Джулсом Холландом»)
4. «All You Need Is Me» (рекламное видео)

## Синглы
- «I'm Throwing My Arms around Paris» (9 февраля 2009)[3]

1. «Because of My Poor Education» (Моррисси, Уайт)
2. «Shame Is the Name» (Моррисси, Уайт)
3. «Death of a Disco Dancer (Live)» (Моррисси, Джонни Марр)

- «Something Is Squeezing My Skull» (27 апреля 2009)

1. «Best Friend on the Payroll» (живое исполнение) (Моррисси, Уайт)
2. «This Charming Man» (живое исполнение) (Моррисси, Джонни Марр)
3. «I Keep Mine Hidden» (живое исполнение) (Моррисси, Джонни Марр)

## Участники записи
- Моррисси — вокал
- Боз Бурер — гитара, ударные, бэк-вокал
- Джесс Тобиас — гитара
- Соломон Уокер — бас-гитара
- Мэтт Уокер — ударные
- Роджер Мэннинг — клавишные
- Марк Айшем — труба, кларнет
- Джефф Бек — гитара («Black Cloud»)
- Майкл Фаррелл — клавишные, аккордеон, сенсерро («That’s How People Grow Up»)
- Кристин Янг — бэк-вокал («That’s How People Grow Up»)